# Echinothurioida
Echinothurioida Claus, 1880 è un ordine di organismi marini invertebrati appartenenti alla classe Echinoidea.

## Tassonomia
Comprende le seguenti famiglie:
- Echinothuriidae Thomson, 1872
- Kamptosomatidae Mortensen, 1934
- Phormosomatidae Mortensen, 1934